# ベーラ2世 (ハンガリー王)
ベーラ2世 （II. Béla, 1110年頃 - 1141年2月13日）は、ハンガリー王およびクロアチア王（在位：1131年 - 1141年）。幼少時代に、男系年長者相続制の適用を恐れた伯父カールマーンによって両目を潰されていたことから、即位後盲目王とも呼ばれた。幼年時代を別々の修道院を転々として育てられた。従弟イシュトヴァーン2世に子供がなかったため、最も近親の男性として後継者に選ばれ、宮廷へ迎えられた。イシュトヴァーンの死後に即位。しかし、その治世の間断続的に、諸外国の軍事支援を受けたボリス・コンラド（カールマーンの子であると主張していた）との対立に悩まされることになった。

## 生涯

### 即位まで
ベーラは、カールマーンの実弟アールモシュと、キエフ大公スヴャトポルク2世の娘プレドスラヴァの一人息子として生まれた。アールモシュ公は、幾度も身体障害を持つ兄カールマーンの王位を狙ったため、1115年ついにベーラとともに両目を潰された（障害者にしてしまえば、王位継承の争いから遠ざかると考えたためだった）。父子はジョモシュのプレストレ派修道院で1126年まで暮らした。同じ年、アールモシュが加わったイシュトヴァーン2世に対する陰謀が発覚し、ベーラを残して東ローマ帝国へ逃亡してしまった。ベーラは、ペーチヴァラードにある修道院へ、父の同盟者らによって秘密裡に移された。
1128年にアールモシュが亡命先で死んだ後、イシュトヴァーン2世は盲目にされた従兄が国内で生きながらえていることを知らされた。彼はベーラを宮廷へ招き入れた。そしてベーラは、従弟の要請でセルビア公ウロシュ1世ラシュカの娘イェレナ（ハンガリー語名イロナ）を娶り、王からトルナ近郊に所領を与えられた。
1131年3月、子供のなかったイシュトヴァーン2世が死に、ベーラがセーケシュフェヘールヴァールで即位した（イシュトヴァーンは、後継に甥サウルを望んでいたが、自分より先立ってしまったためベーラを指名したといわれる）。

### ボリスとの戦い

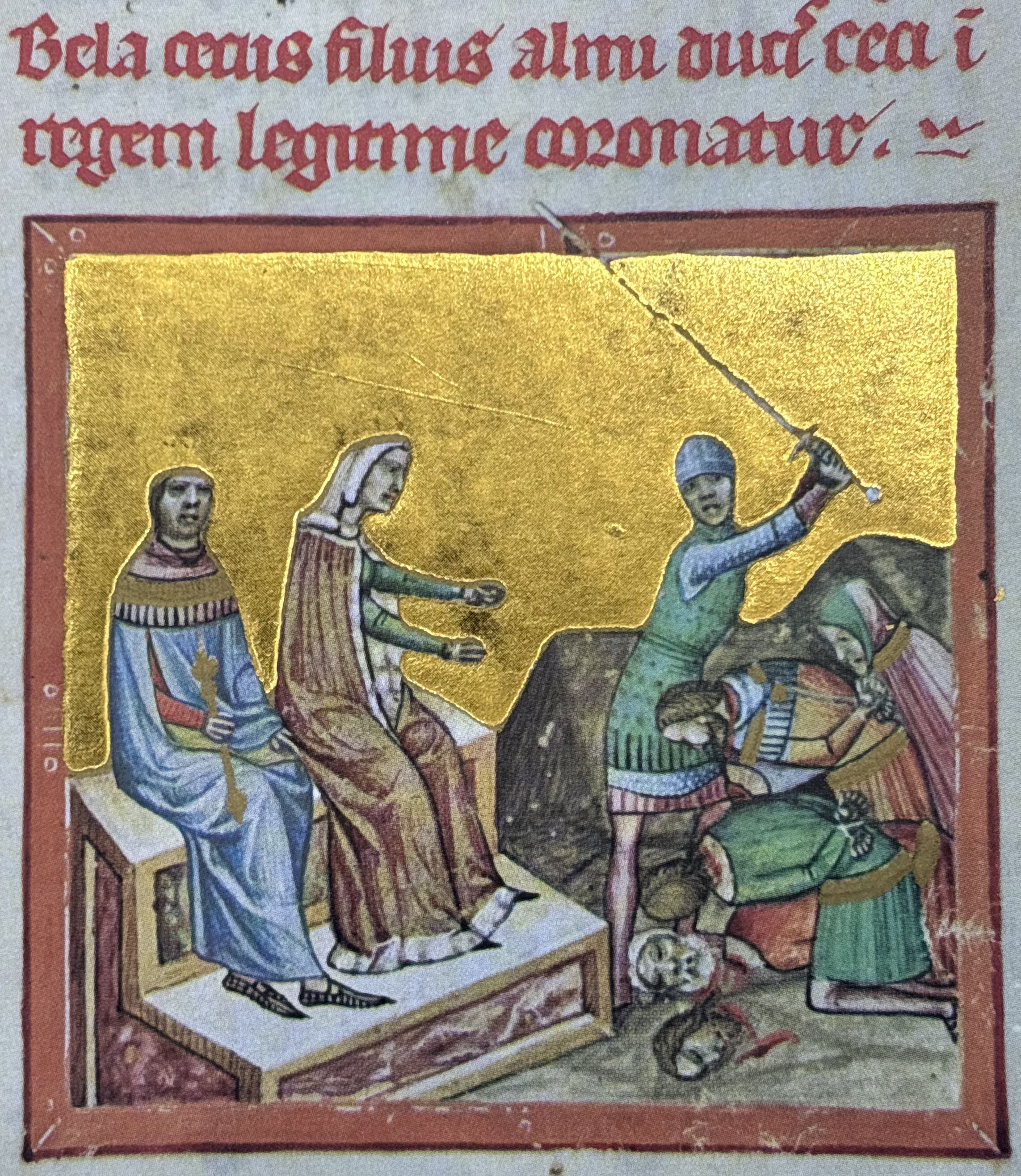
アラドで虐殺を命じる王妃イロナ

ベーラが盲目であったことから、妃イロナが政治で重要な役割を担うことになった。即位から少し後に、アラドで行われた集会で、盲目の王を敬わなかったという理由から、彼女は集まった人々を虐殺するよう命じた。また彼女は兄ベロシュを辺境伯に取り立て、ハンガリー軍総司令官の地位を与え、宮廷の要職にも就かせた。
ベーラの治世の間、カールマーンが認知を拒んだ子であるボリス・コンラドとの戦いが絶えずあった。ボリスはポーランド王国と、生母の実家であるキエフ大公国の軍事支援を受けた。1132年、ポーランド王ボレスワフ2世はポーランド＝キエフ大公国連合軍を率いてハンガリーへ遠征した。ボレスワフ2世の侵攻を知らされたとき、ベーラは貴族を集め会合を開いていた。その場でボリスを私生児であると宣誓しない者たちを、ベーラは殺させた。ボレスワフ2世とボリスはスラナ川（現在スロバキア＝ハンガリー国境となっている）近郊でハンガリー軍に打ち負かされたが、この後幾度もボリスは自身の権利を主張して侵入を繰り返すことになる。

### 治世
ベーラの治世は対外政策が知られている。彼の実妹ヘドヴィグはオーストリア辺境伯レオポルト3世の息子と結婚していたし、実姉アデライデはボヘミア公ソビェスラフ1世妃であった。このソビェスラフが神聖ローマ皇帝ロタール3世の皇帝選出に尽力したことから皇帝と関係が深かった。ロタールは対ポーランド戦を続けており、マルゼブルクの和平をボレスワフ2世と結んで従属させたことで、ポーランド王はベーラ2世に対抗するボリス支援をすることができなくなった。
1136年、ベーラはヴェネツィア共和国に占領されたダルマチアを取り戻そうとし、ボスニアへ遠征軍を送り込んだ。この遠征で功のあった次男ラースローに、王はボスニア公の称号とボスニア全土を与えた。
1141年に死去。過度の飲酒が原因という。

## 子女
1129年頃、セルビア公女イロナ（ヘレナ）と結婚。5子をもうけた。
- エルジェーベト（1129年頃 - 1155年以降） - ポーランド公ミェシュコ3世妃
- ゲーザ2世（1130年頃 - 1162年）
- ラースロー2世（1131年 - 1163年） -　対立王
- イシュトヴァーン4世（1133年 - 1165年） -　対立王
- ソフィーア（1136年 - ?）　-　アドモントの尼僧